# Windows Server 2022
Windows Server 2022 — серверная операционная система от Microsoft, являющаяся частью семейства Windows NT, анонсированная 2 марта 2021 года и выпущенная 18 августа того же года, спустя три года после выхода Windows Server 2019, за несколько месяцев до выхода Windows 11.
Windows Server 2022 основана на ядре Windows 11, но имеет графический интерфейс от Windows 10 (создана на кодовой базе ветки "Iron" до выхода десктопной Windows 11) и поддерживает только 64-битные процессоры.

## История
22 февраля 2021, Microsoft анонсировала Windows Server 2022 с датой релиза 2 марта.
2 марта, 2021, Microsoft выпустила Windows Server 2022 и стала раздавать бета (превью) сборку через Windows Update. Стабильная версия Windows Server 2022 для потребителей появилась с 21 августа 2021.
В сентябре 2021, Microsoft анонсировала релиз SQL Server 2022 который вышел в марте 2022.
В июне 2022, Microsoft выпустила тест обновление «C» для его тестирования на Windows Server 2022 (KB5014665). Эти обновления были направлены на устранение проблем с сервисами Wi-Fi hotspots, но после установки стали возникать проблемы с LLTP/SSTP VPN клиентами и RDP соединениями, которые падали после установки обновлений .

## Функционал
Windows Server 2022 имеет новые функции:

### Безопасность
- TPM 2.0[8]
- Secured-core server; Credential Guard и Hypervisor-protected Code Integrity (HVCI).[9]
- UEFI Secure Boot[10]
- Boot DMA Protection[11]
- DNS-over-HTTPS[10]
- AES-256 encryption on SMB[10]

### Хранение
- Служба миграции хранилища
- Server Message Block (SMB) compression
- Безопасность и производительность хранилища

### Облако
- Усовершенствовано взаимодействие с сервисом Microsoft Azure
- Расширенный функционал для работы с облачными сервисами

## Версии

### Essentials
Доступно только через OEM-партнеров Microsoft.
- Для малого бизнеса
- Поддержка до 25 пользователей и до 50 устройств
- Нет client access licenses (CALs)[13]

### Standard
- Для физических и виртуализированных сред с небольшой нагрузкой.
- Только две виртуальные машины Hyper-V, если используется в качестве гостевой ОС[14][15]. В качестве хоста - без ограничений.

### Datacenter
- Для высоконагруженных облачных сервисов и виртуализированных сред

### Azure Datacenter
- Для использования платформы Microsoft Azure

## Требования к оборудованию

### Минимальные
| Аппаратный компонент  | Требования |
| --------------------- | --- |
| CPU                   | 1.4 GHz x86-64 процессор |
| RAM                   | 2 GB |
| Дисковое пространство | Не менее 32 GB на накопителе (SSD или HDD) |
| Графика               | 1024 x 768 pixels экран |
| Сеть                  | - Wi-fi адаптер с поддержкой стандарта 802.11, и более - Ethernet адаптер с поддержкой сети 1 Гб и более - Сетевая карта с минимальной пропускной способностью 1 Гбит/c |
| BIOS                  | UEFI 2.3.1 система или более (для некоторых функций) |
| Безопасность          | Trusted Platform Module 2.0 (для некоторых функций) |
| Источник              | |